# Ландузи-ла-Виль
Ландузи́-ла-Виль (фр. Landouzy-la-Ville) — коммуна во Франции, находится в регионе Пикардия. Департамент коммуны — Эна. Входит в состав кантона Ирсон. Округ коммуны — Вервен.
Код INSEE коммуны — 02405.

## Население
Население коммуны на 2010 год составляло 526 человек.
| 1962 | 1968 | 1975 | 1982 | 1990 | 1999 | 2010 |
| ---- | ---- | ---- | ---- | ---- | ---- | ---- |
| 620  | 596  | 524  | 518  | 578  | 530  | 526  |

## Экономика
В 2010 году среди 335 человек трудоспособного возраста (15—64 лет) 229 были экономически активными, 106 — неактивными (показатель активности — 68,4 %, в 1999 году было 64,0 %). Из 229 активных жителей работали 198 человек (114 мужчин и 84 женщины), безработных было 31 (19 мужчин и 12 женщин). Среди 106 неактивных 31 человек были учениками или студентами, 37 — пенсионерами, 38 были неактивными по другим причинам.